# Progomphus brachycnemis
Progomphus brachycnemis – gatunek ważki z rodziny gadziogłówkowatych (Gomphidae). Występuje na terenie Ameryki Południowej.